# 장현승
장현승(張賢勝, 1989년 9월 3일~)은 대한민국의 가수, 뮤지컬 배우로 보이 그룹 비스트의 전 멤버이다. 데뷔 전에는 빅뱅의 멤버 후보였으나, 최종 선발에서 떨어졌다. 그 후 큐브 엔터테인먼트로 이적해 2009년 비스트의 리드보컬을 맡았었다. 2011년 포미닛 김현아와 트러블 메이커를 결성하였다. 2015년 EP 형식의 첫 미니앨범 MY로 솔로 데뷔하였다. 2016년 4월 19일 비스트 멤버 5명과 서로 다른 음악적 견해와 성격 차이로 탈퇴하였고, 솔로로 독립했다. 2017년 7월 27일 2년만에 싱글 앨범 HOME으로 솔로 컴백하였다.
2018년 7월 24일에 현역으로 입대했으며, 2020년 3월 13일에 제대했다. 전역 후에도 솔로 아티스트의 행보를 이어나가고 있다. 2020년 차가운 너의 손을 따스히 감싸주고 싶어를 발매했고 이듬에 큐브 엔터테인먼트를 떠나 Minfield에서 한동한 음악 활동을 이어갔다. Minfield에서 활동할 당시 ABLE로 활동명을 변경했고, 미니 2집 Unparadise를 발매했다.
2025년에는 새 소속사 MPLIFY에서 새로운 출발의 시작을 알리며 디지털 싱글 Orbit과 Mess를 발매했다.

## 학력
- 동인초등학교(졸업)
- 동구중학교(졸업)
- 안산정보산업고등학교(졸업)
- 중부대학교 대학원 실용음악과(재학)

## 음반 활동

### 미니 음반
| 번호 | 음반 정보                                 | 트랙 리스트                                                                                                 |
| ---- | ----------------------------------------- | --- |
| 1집  | 《MY》 - 발매일: 2015년 5월 8일 - 판매량: | 1. It's Me 2. 니가 처음이야 (Feat. 기리보이) 3. 걔랑 헤어져 (Feat. 토끼) 4. 야한 농담 5. 나와 6. 사랑한다고 |

### 디지털 싱글
| 앨범 번호 | 앨범 정보                                             | 트랙 리스트                     |
| --------- | ----------------------------------------------------- | ------------------------------- |
| 1         | `A CUBE` FOR SEASON # WHITE - 발매일 : 2013년 1월 3일 | 1. 일년전에 2. 일년전에 (Inst.) |

## 출연
- SBS MTV 《MTV 빅뱅》
- KBS2 《불후의 명곡: 전설을 노래하다》 131회, 151회~152회 출연
- Mnet 《힛 더 스테이지》
- 왓챠 《더블 트러블》
- TV조선 《아바드림》 드리머 (특수요원 진)
- 유튜브 《집대성》

### 뮤지컬
- 2012년 《모차르트》 볼프강 모차르트 역
- 2014년 《보니 앤 클라이드》 클라이드 역